# Odds BK

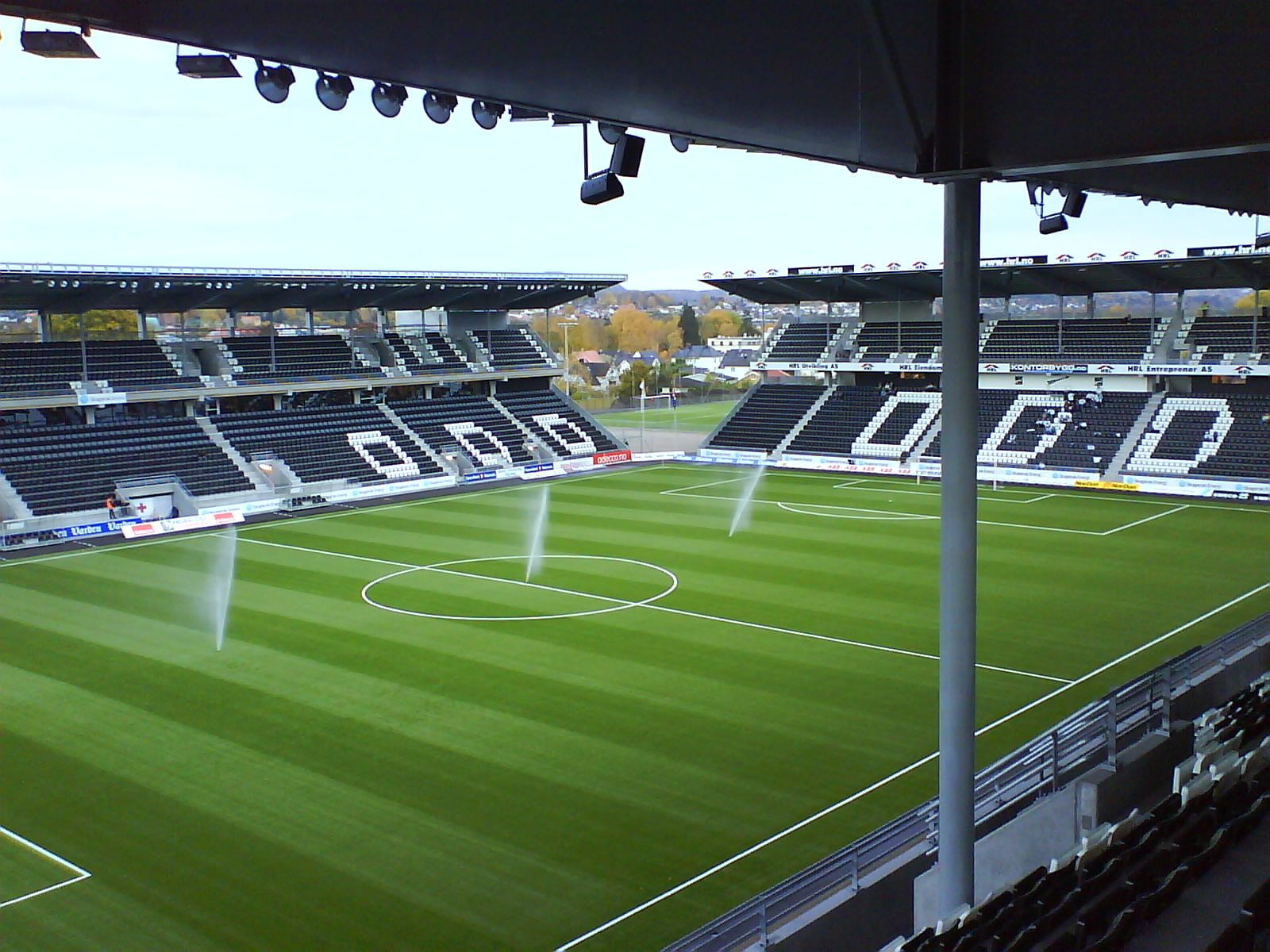
Skagerak Arena

Odds BK (celým názvem Odds Ballklubb, zkráceně Odd) je norský fotbalový klub z města Skien založený v roce 1894, letopočet založení je i v klubovém emblému. Klubové barvy jsou bílá a černá, v logu je bílý šíp, který protíná poslední písmeno D v nápisu ODD.
Své domácí zápasy hraje na stadionu Skagerak Arena s kapacitou 12 590–13 500 diváků. V sezóně 2015 hraje v norské nejvyšší lize Tippeligaen.
V letech 1994 až 2012 byl znám pod názvem Odd Grenland.[zdroj?]

## Úspěchy
- 12× vítěz norského fotbalového poháru (1903, 1904, 1905, 1906, 1913, 1915, 1919, 1922, 1924, 1926, 1931, 2000)[3]

## Známí hráči
Viz též Kategorie:Fotbalisté Odds BK.
- Frode Johnsen

## Čeští hráči
Seznam českých hráčů, kteří působili v klubu Odds BK:
- Zbyněk Pospěch[4]